# Phiocricetomys
Phiocricetomys — вимерлий рід гризунів з Африки. Це єдиний рід підродини Phiocricetomyinae.